# Groupe d'armées C
Le groupe d'armées C (en allemand Heeresgruppe C) était une unité de commandement de la Wehrmacht durant la Seconde Guerre mondiale. Il y eut deux unités de commandement qui ont porté tour à tour ce nom, sans avoir aucun lien entre elles.

## Groupe d'armées C (1939-1941)

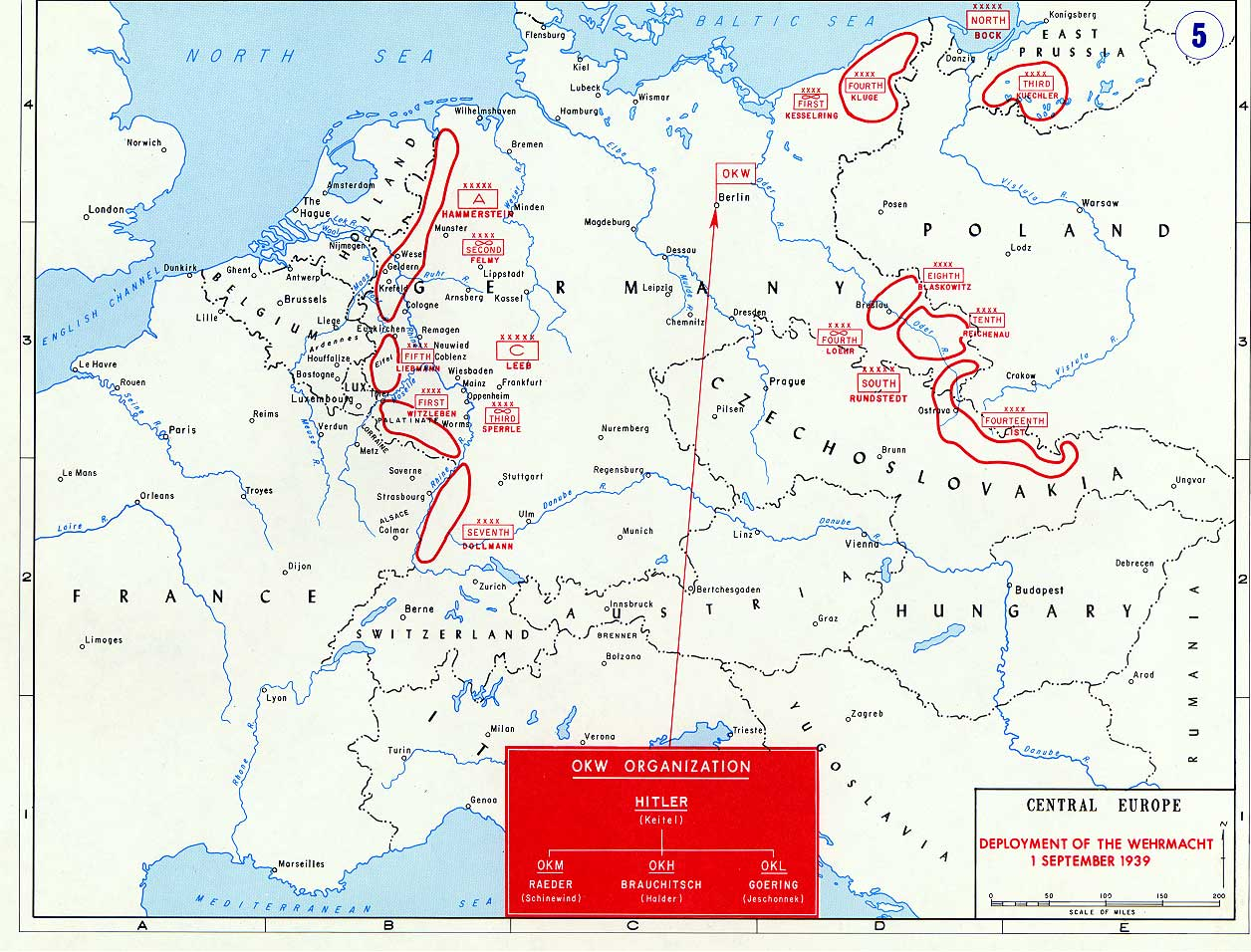
Situation des troupes allemandes au 1 septembre 1939.

Le premier groupe d'armées C fut mis en place le 26 août 1939 à partir du Heeresgruppenkommando 2 (unité d'état-major de l'armée du temps de paix). Sa création était prévue dans le plan de mobilisation de 1939. Il était chargé de commander les troupes sur le front Ouest (face à la France) durant la période de la drôle de guerre.
Pour le plan Jaune, le groupe d'armées C se trouve assigné la moitié sud du Front occidental. Il commande la percée frontale à travers la ligne Maginot. À la fin de la bataille de France, l'état-major retourne en Allemagne. Le 20 avril 1941, sous le nom de code d'Abschnittsstab Ostpreußen, l'état-major du groupe d'armées C est déplacé en Prusse-Orientale.

### Commandant
| Date         | Commandant                                                |
| ------------ | --------------------------------------------------------- |
| 26 août 1939 | Generaloberst, puis Generalfeldmarschall Wilhelm von Leeb |

### Organigramme
Troupes organique du groupe d'armées C
- Heeresgruppen-Nachrichten-Regiment 639

Unités sous le commandement du groupe d'armées C
| Date      | Armées                                               |
| --------- | ---------------------------------------------------- |
| 1939      |                                                      |
| Septembre | 7e armée, 1re armée, 5e armée, détachement d'armée A |
| Octobre   | 7e armée, 1re armée                                  |
| 1940      |                                                      |
| Juillet   | 1re armée, 12e armée, 2e armée                       |
| Septembre | 7e Armée, 6e armée, 2e armée, 1re armée              |
| Novembre  | 2e armée, 11e armée                                  |
| Décembre  | 2e armée, 11e armée, Panzergruppe 3                  |
| 1941      |                                                      |
| Avril     | 11e armée, Panzergruppe 3                            |
| Mai       | 18e armée, 16e armée, Panzergruppe 4                 |

### Changement de dénomination
Le 22 juin 1941, dans le cadre du plan Barbarossa, l'invasion de l'URSS, le groupe d'armées C est rebaptisé groupe d'armées Nord.

## Groupe d'armées C (1943-1945)
Un second groupe d'armées C est activée le 26 novembre 1943 par le fractionnement du personnel de Oberbefehlshabers Süd (Luftwaffe). Ce groupe d'armées C prend le commandement du front sud-ouest et la campagne d'Italie.
Le 2 mai 1945, le groupe d'armées C se rend.

### Commandant
| Date             | Commandant                                       |
| ---------------- | ------------------------------------------------ |
| 21 novembre 1943 | Generalfeldmarschall Albert Kesselring           |
| 10 mars 1945     | Generaloberst Heinrich Gottfried von Vietinghoff |
| 30 avril 1945    | General der Infanterie Friedrich Schulz          |
| 1er mai 1945     | General der Panzertruppe Hans Röttiger (en)      |

### Organisation
Troupes organique du groupe d'armées C
- Heeresgruppen-Nachrichten-Regiment 598

Unités faisant partie du groupe d'armées C
| Date     | Armées                                           |
| -------- | ------------------------------------------------ |
| 1943     |                                                  |
| Décembre | 10e Armée, 14e Armée                             |
| 1944     |                                                  |
| Avril    | 10e Armée, 14e Armée, Armee-Abteilung von Zangen |
| Août     | 10e armée, 14e armée, Armée Ligurien             |
| Novembre | 10e armée, Armeegruppe Ligurien                  |
| 1945     |                                                  |
| Mars     | 10e armée, 14e armée, Armée Ligurien             |